# Aaron Rouse
Aaron Rouse (født 8. januar 1984 i Virginia Beach, Virginia, USA) er en amerikansk footballspiller, der spiller i United Football League som strong safety for Virginia Destroyers. Han har tidligere spillet tre år i NFL for New York Giants og Green Bay Packers.

## Klubber i NFL
- Green Bay Packers (2007–2009)
- New York Giants (2009)